# Orascom Construction
Orascom Construction PLC (OC) es una empresa constructora y de ingeniería egipcia con sede en El Cairo y con actividades en 25 países. OCI fue fundada en Egipto en 1950 propiedad de Onsi Sawiris. La empresa es la primera corporación multinacional egipcia, y una de las empresas del núcleo del Grupo Orascom.
El CEO de la compañía, Nassef Sawiris, es licenciado en economía por la Universidad de Chicago (1982), y es el menor de los hijos de Onsi Sawiris.
Como productor de cemento, OCI poseía y operaba plantas cementeras en Egipto, Argelia, Turquía, Pakistán, norte de Irak y España, con una capacidad de producción combinada anual de 21 millones de toneladas.
En diciembre de 2007, OCI anunció la desinversión y venta de su grupo cementero al grupo francés Lafarge. OCI anunció que esto permitiría a la compañía centrarse en el desarrollo de sus operaciones en el sector de la construcción e inversiones en infraestructuras y en la industria del gas natural. Nassef Sawiris, a su vez, también se convirtió en miembro del consejo de administración de Lafarge.
En enero de 2008, OCI confirmó que el 100% de las acciones de Orascom Building Materials Holding ("OBMH"), la compañía holding para los activos cementeros del grupo, habían sido transferidas a Lafarge.
Este brazo del sector de la construcción del Grupo Orascom tiene un volumen de negocios de $3800 millones. Cuatro quintas partes de este son generados fuera de Egipto. Una parte como contratista global de la Fuerza Aérea de los EE. UU.

## Sede de la corporación

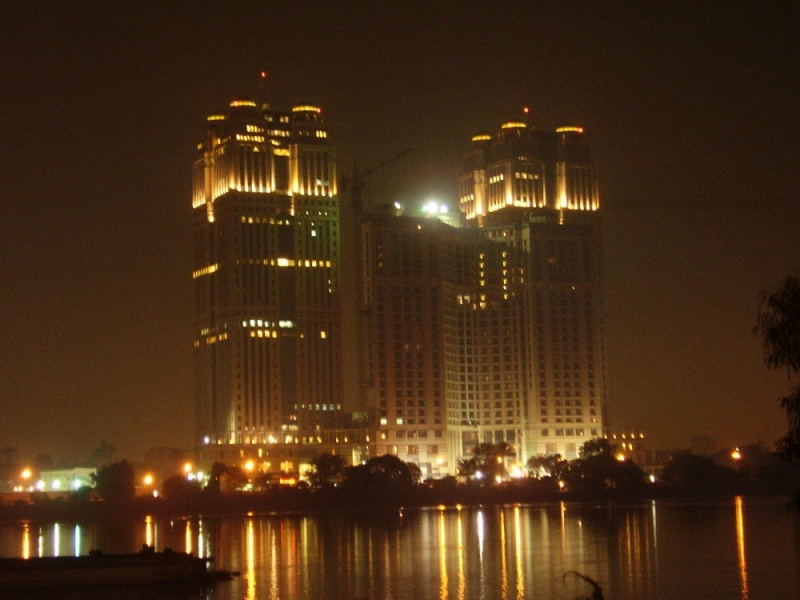
Vista nocturna de la Torres de la Ciudad del Nilo. La sede de Orascom Construction Industries se encuentra en la torre sur (a la derecha). Entre las dos torres se halla el hotel Fairmont.

Las Torres de la Ciudad del Nilo consisten de dos edificios de oficinas de 32 plantas, de los primeros edificios inteligentes en Egipto, que implementan el Sistema de Gestión de Edificios europeo EIB/KNX.